# Lajos Csordás
Lajos Csordás   (Budafok, 26 d'octubre de 1932 - Budapest, 5 d'abril de 1968) fou un futbolista hongarès de la dècada de 1950 i entrenador de futbol. Amb la selecció hongaresa guanyà la medalla d'or als Jocs Olímpics d'Estiu de 1952 a Hèlsinki. A més fou finalista a la Copa del Món de futbol de 1954. A nivell de club va jugar a Vasas SC durant més d'una dècada, i a Csepel SC.